# Meige Pan
Le Meige Pan est une rivière du département du Var, en région Provence-Alpes-Côte d'Azur. C’est un affluent du Réal Martin, donc un sous-affluent du Gapeau.

## Géographie
D'une longueur d’environ 12 km,, il prend sa source au nord-ouest de Cuers, en amont de la source de Baoussau, aux confins de Méounes-lès-Montrieux et Belgentier. Il traverse Cuers, puis passe au nord du massif de la Bouisse et conflue avec le Réal Martin au sud-ouest de Pierrefeu-du-Var.
Selon un certain nombre de témoignages, le Meige Pan a récemment subi diverses pollutions calamiteuses pour la faune et la ripisylve.

## Hydrologie
Il n'a pas d'affluents connus.
pourtant Géoportail, signale en rive gauche le ruisseau des Pradets, et trois vallons : le vallon Duéby, le vallon des Vignes de la Terrine, le vallon des Veys.

## Hydronymie
Selon les documents, il prend parfois le nom de Réal de Cuers. Dans d'autres documents, le Réal de Cuers ne serait qu'un petit affluent du Meige Pan.